# 臺中市立圖書館北區分館
臺中市立圖書館北區分館位於臺灣台中市北區，為臺中市立圖書館的一座分館，總樓地板面積1534.5平方公尺，為地上五層地下一層之建築。1999年成立於健行路現址；2013年，因建築不敷使用，北區分館館舍暫遷至北區行政大樓6樓，並於健行路原址就地重建新館，2016年10月18日正式落成。

## 建築

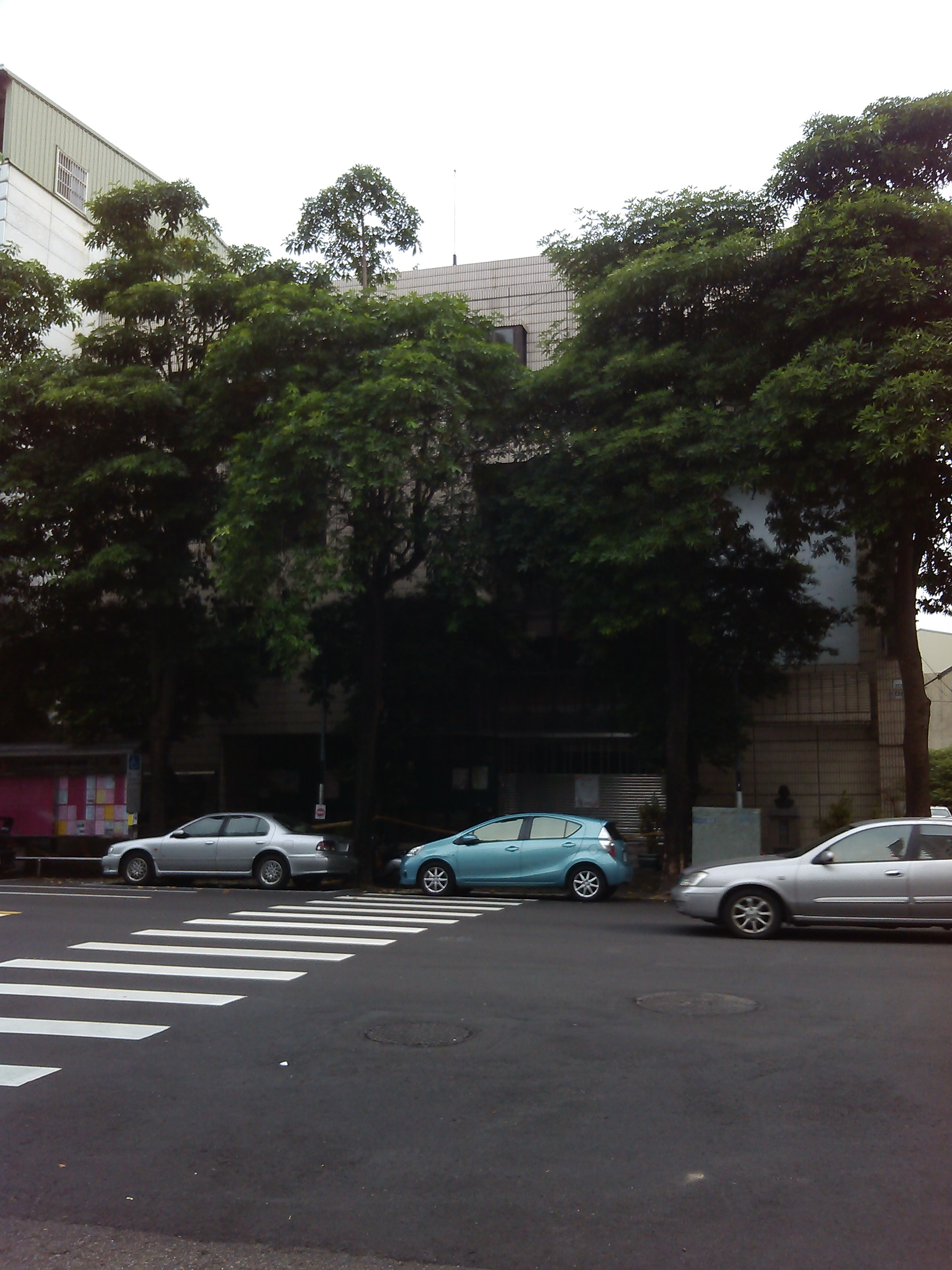
北區分館舊館（已拆除）

北區分館由建築師童健程規畫設計，定位為「社區資訊站」，以功能考量、靈活運用為建築原則，運用大量玻璃營造入夜後飄散書香的「知識燈籠」，映照出館內活動風貌；並結合植栽設計，曾獲第17屆國家建築金獎「金獅獎」肯定。

## 館藏特色
北區分館館藏特色為「飲食文化」。

## 樓層配置
| 樓層                   | 性能 | 分區                                       |
| ---------------------- | ---- | ------------------------------------------ |
| 臺中市立圖書館北區分館 |      |                                            |
| 5                      |      | 多功能活動室                               |
| 4                      |      | 青少年閱覽區、資訊檢索、小說區、漫畫區、VR |
| 3                      |      | 開架閱覽區、館藏特色、多元文化區           |
| 2                      |      | 兒童閱覽區、嬰幼兒區                       |
| 1                      |      | 樂齡區、期刊報紙區                         |
| B1                     |      | 自習室                                     |